# Cupidopsis jobates
Cupidopsis jobates är en fjärilsart som beskrevs av Carl Heinrich Hopffer 1855. Cupidopsis jobates ingår i släktet Cupidopsis och familjen juvelvingar. Inga underarter finns listade i Catalogue of Life.